# Stamlijn Bergen op Zoom
De stamlijn Bergen op Zoom vormde een tiental industrieaansluitingen in Bergen op Zoom. Er was een noordelijke en een zuidelijke stamlijn, waarvan de zuidelijke in 1987 is verlegd. De noordelijke lijn liep van Station Bergen op Zoom via de Oude Stationsweg, Karel Slootmanslaan en Zuidzijde Zoom tot aan het Garnizoenpad. De zuidelijke lijn liep langs de Zuidoost- en Zuidwestsingel naar de Van Konijnenburgweg met een aftakking naar GE Plastics aan de Lelyweg. In 1987 is het gedeelte tussen het station en de gedempte Zeelandhaven vervangen door een langer tracé langs de Markiezaatsweg.

## Geschiedenis

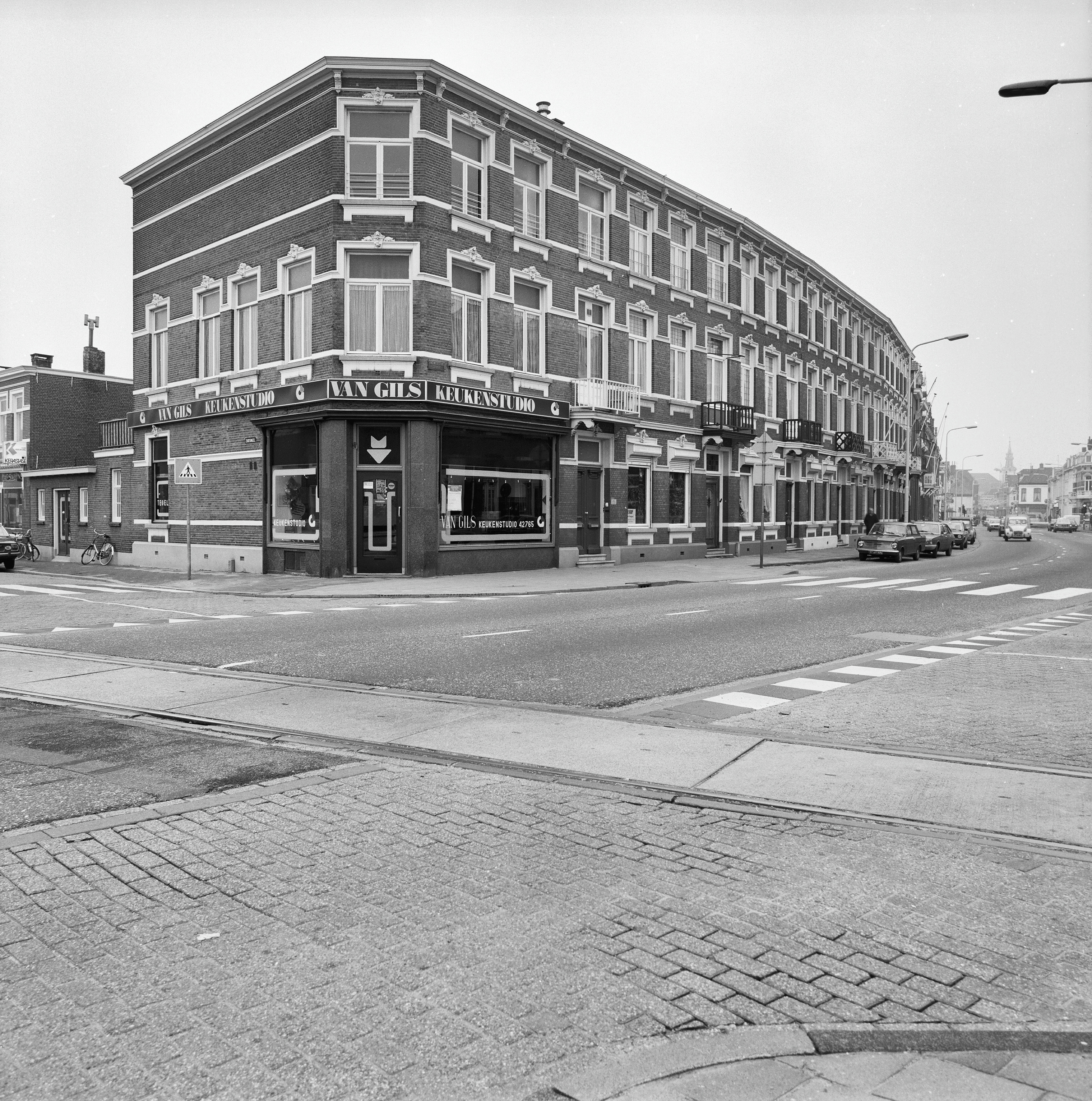
Oude tracé van de zuidelijke stamlijn op de kruising van de Zuidsingel en Antwerpsestraat in 1979.

De zuidelijke stamlijn werd geopend in 1885 ten behoeve van het vervoer van suikerbieten naar de firma Wittouck. In 1889 wordt hier een derde rail aan toegevoegd zodat ook de tramwagens van de ABT gebruikt kunnen worden voor de aanvoer van grondstoffen. De suikerfabriek van Van der Linden aan de noordkant van de stad beschikte al over een aansluiting op de ABT, daar deze lijn dwars door het centrum liep en goederenvervoer ongewenst was werd in 1900 de noordelijke stamlijn geopend. Ook deze beschikte over een derde rail. Nadat Van der Linden failliet gaat vestigt NV Centrale Potaschraffinaderij zich aldaar en neemt het raccordement over.
In 1937 worden de tramlijnen opgeheven en daarmee ook de derde rail. In 1972 wordt de noordelijke lijn voor het laatst gebruikt. Voor de zuidelijke stamlijn komt in 1965 een opleving wanneer de Theodorushaven gegraven wordt. Daarna wordt de lijn verlengd tot aan de vestiging van GE Plastics, die dagelijks een chloortrein naar de fabriek laat rijden. Om geen chloorvervoer door de stad te hebben wordt in 1987 een nieuwe meer zuidelijke verbinding geopend. Deze wordt echter in oktober 2007 alweer gesloten en in 2008 opgebroken.

## Restanten
Op veel plekken rond de Theodorushaven liggen nog vage restanten van de stamlijn. Maar de enig overgebleven rails is alleen op één kade van de Theodorus haven te vinden. 